# Laima Liucija Andrikienė

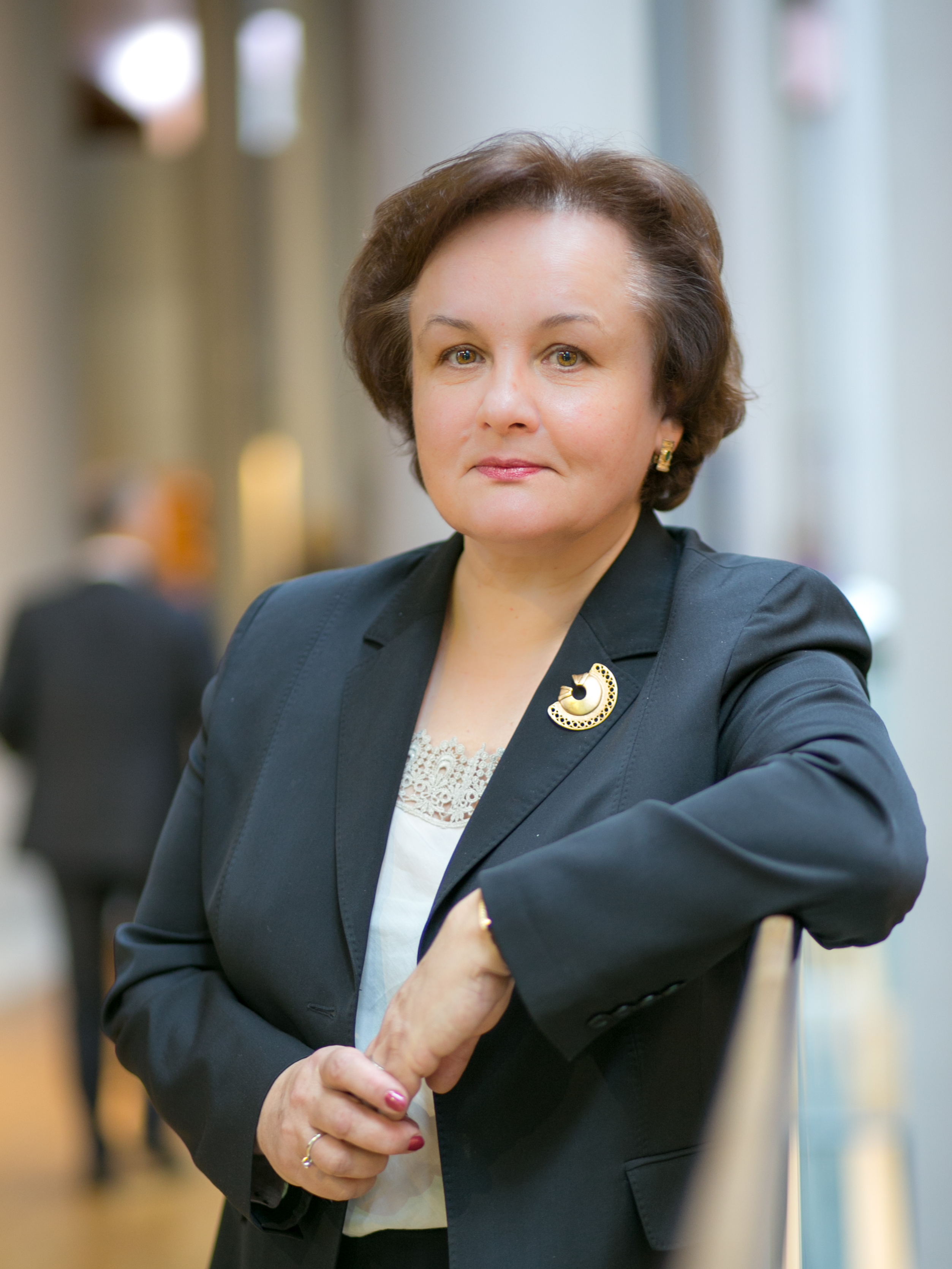
Laima Liucija Andrikienė, 2015

Laima Liucija Andrikienė (* 1. Januar 1958 in Druskininkai, Litauische SSR) ist eine litauische konservative Politikerin, seit November 2022 Mitglied im Europäischen Rechnungshof, von 2004 bis 2014  und von 2016 bis 2019 Mitglied des Europäischen Parlament als Mitglied der Europäischen Volkspartei, von 1992 bis 2000 und von 2020 bis 2022 Mitglied des Seimas.

## Akademische Karriere
Andrikienė studierte Wirtschaftswissenschaften und Mathematik an der Universität Vilnius. 1980 erhielt sie ihren Hochschulabschluss, 1986 folgte ihre Promotion in Wirtschaftswissenschaften und 2002 bis 2004 war sie schließlich außerordentliche Professorin am Lehrstuhl für Politikwissenschaft an der Litauischen Juristischen Universität, sowie Leiterin des Instituts für Politik und Verwaltung der Europäischen Union und Dekanin der Fakultät für öffentliche Verwaltung. Des Weiteren war sie 1988 bis 1989 Fellow an der University of Manchester, sowie 1996 Fellow an der Georgetown University in Washington, D.C. 2007 wurde Andrikienė von der Kingston University die Ehrendoktorwürde verliehen.
1980 bis 1983 war Andrikienė als Ingenieurin im Rechenzentrum des Litauischen Instituts für Agrarwirtschaftliche Forschung tätig. Danach wurde sie wissenschaftliche Mitarbeiterin und später leitende wissenschaftliche Mitarbeiterin des Instituts (1983 bis 1989). bevor sie zwischen 1989 und 1990 Assistentin des stellvertretenden litauischen Ministerpräsidenten wurde.

## Politische Karriere

### Parteizugehörigkeit
Andrikienė betätigte sich in der litauischen Unabhängigkeitsbewegung Sąjūdis. 1993 war sie eine der Mitbegründer der Vaterlandsunion, dessen Vorstand sie bis 1998 angehörte. 1999 gründete sie die Vaterländische Volkspartei und war bis 2001 deren Vorsitzende. Danach wurde sie Mitglied der Union der Rechten und kehrte 2003 schließlich zur Vaterlandsunion zurück. Seit 2006 ist Andrikienė Mitglied des Parteirats der Vaterlandsunion.

### Politische Ämter
Andrikienė war Mitglied des Litauischen Obersten Rates und Unterzeichnerin des Akts zur Wiederherstellung der Unabhängigkeit Litauens. Von 1992 bis 2000 gehörte sie dem litauischen Parlament an. In dieser Zeit war sie 1996 Ministerin für Industrie und Handel sowie 1996 bis 1998 Ministerin für europäische Angelegenheiten. 1998 bis 2000 war Andrikienė Vorsitzende der litauischen Delegation in der Baltischen Versammlung sowie Vorsitzende des Präsidiums der Baltischen Versammlung. Ab 2004 war sie Mitglied des Europäischen Parlaments.
Ab 2005 war Andrikienė Mitglied des Rates der Direktoren des Jüdischen Instituts von Vilnius.

## Auszeichnungen
- Ordre national du Mérite (Großoffizier) (1997)
- Unabhängigkeitsmedaille der Republik Litauen (2000)
- Medaille der Baltischen Versammlung (2003)
- Orden des litauischen Großfürsten Gediminas (Kommandeurskreuz) (2004)
- Order of Honor (2014)
- Orden de Isabel la Católica (Offizier) (2020)